# Soucia
Soucia là một xã trong vùng hành chính Franche-Comté, thuộc tỉnh Jura, quận Lons-le-Saunier, tổng Clairvaux-les-Lacs. Tọa độ địa lý của xã là 46° 32' vĩ độ bắc, 05° 44' kinh độ đông. Soucia nằm trên độ cao trung bình là 588 mét trên mực nước biển, có điểm thấp nhất là 484 mét và điểm cao nhất là 884 mét. Xã có diện tích 12.37 km², dân số vào thời điểm 1999 là 109 người; mật độ dân số là 9 người/km².

## Thông tin nhân khẩu
| 1962 | 1968 | 1975 | 1982 | 1990 | 1999 |
| ---- | ---- | ---- | ---- | ---- | ---- |
| 150  | 151  | 129  | 108  | 107  | 113  |

## Địa điểm tham quan
- Nhà thờ giáo khu Saint-Georges.